# Ádám Pattantyús
Dit overzicht is mogelijk incompleet; u kunt helpen door het uit te breiden.
Ádám Pattantyús (Nagykőrös, Hongarije, 10 oktober 1978) is een Hongaars voormalig professioneel tafeltennisser. Hij is een rechtshandige verdediger met de shakehand-grip.
Hij vertegenwoordige zijn land op de Olympische Zomerspelen 2012 en 2016 maar won geen medailles.